# F. W. „Dinty“ Moore Trophy
F.W. „Dinty“ Moore Trophy je hokejová trofej, která je udělovaná brankáři s nejlepším průměrem inkasovaných branek mezi nováčky ligy Ontario Hockey League. Podmínkou je, aby brankář odchytal alespoň 1320 minut v sezóně. Trofej je pojmenována po Francisovi Dintym, prezidentovi Ontario Hockey Association mezi roky 1942 a 1945.

## Vítězové F.W. "Dinty" Moore Trophy
| Sezóna    | Hráč                                     | Tým                                      | POG  |
| --------- | ---------------------------------------- | ---------------------------------------- | ---- |
| 2021–2022 | Domenic DiVincentiis                     | North Bay Battalion                      | 2,59 |
| 2020–2021 | sezóna zrušena kvůli pandemii koronaviru | sezóna zrušena kvůli pandemii koronaviru |      |
| 2019–2020 | Brett Brochu                             | London Knights                           | 2,40 |
| 2018–2019 | Ethan Taylor                             | Sault Ste. Marie Greyhounds              | 3,24 |
| 2017–2018 | Jordan Kooy                              | London Knights                           | 3,11 |
| 2016–2017 | Matthew Villalta                         | Sault Ste. Marie Greyhounds              | 2,41 |
| 2015–2016 | Michael DiPietro                         | Windsor Spitfires                        | 2,45 |
| 2014–2015 | Michael McNiven                          | Owen Sound Attack                        | 2,79 |
| 2014–2015 | Michael McNiven                          | Owen Sound Attack                        | 2,79 |
| 2013–2014 | Matthew Mancina                          | Guelph Storm                             | 2,43 |
| 2012–2013 | Alex Nedeljkovic                         | Plymouth Whalers                         | 2,28 |
| 2011–2012 | Daniel Altshuller                        | Oshawa Generals                          | 3,55 |
| 2010–2011 | Matěj Machovský                          | Brampton Battalion                       | 2,90 |
| 2009–2010 | Petr Mrázek                              | Ottawa 67's                              | 3,00 |
| 2008–2009 | J.P. Anderson                            | Mississauga St. Michael's Majors         | 2,94 |
| 2007–2008 | Josh Unice                               | Kitchener Rangers                        | 2,45 |
| 2006–2007 | Michal Neuvirth                          | Plymouth Whalers                         | 2,32 |
| 2005–2006 | Ryan Daniels                             | Saginaw Spirit                           | 4,13 |
| 2004–2005 | Kyle Gajewski                            | Sault Ste. Marie Greyhounds              | 2,55 |
| 2003–2004 | Ryan MacDonald                           | London Knights                           | 2,06 |
| 2002–2003 | Ryan Munce                               | Sarnia Sting                             | 2,64 |
| 2001–2002 | Jason Bacashihua                         | Plymouth Whalers                         | 2,34 |
| 2000–2001 | Andy Chiodo                              | Toronto St. Michael's Majors             | 2,49 |
| 1999–2000 | Andrew Sim                               | Sarnia Sting                             | 2,93 |
| 1998–1999 | Szuper Levente                           | Ottawa 67's                              | 2,33 |
| 1997–1998 | Seamus Kotyk                             | Ottawa 67's                              | 2,66 |
| 1996–1997 | Shawn Degagne                            | Kitchener Rangers                        | 3,29 |
| 1995–1996 | Brett Thompson                           | Guelph Storm                             | 3,09 |
| 1994–1995 | David MacDonald                          | Sudbury Wolves                           | 3,07 |
| 1993–1994 | Scott Roche                              | North Bay Centennials                    | 3,52 |
| 1992–1993 | Ken Shepard                              | Oshawa Generals                          | 3,48 |
| 1991–1992 | Sandy Allan                              | North Bay Centennials                    | 3,85 |
| 1990–1991 | Kevin Hodson                             | Sault Ste. Marie Greyhounds              | 3,22 |
| 1989–1990 | Sean Basilio                             | London Knights                           | 3,65 |
| 1988–1989 | Jeff Wilson                              | Kingston Raiders                         | 3,99 |
| 1987–1988 | Todd Bojcun                              | Peterborough Petes                       | 2,93 |
| 1986–1987 | Jeff Hackett                             | Oshawa Generals                          | 3,04 |
| 1985–1986 | Paul Henriques                           | Belleville Bulls                         | 3,60 |
| 1984–1985 | Ron Tugnutt                              | Peterborough Petes                       | 3,77 |
| 1983–1984 | Gerry Iuliano                            | Sault Ste. Marie Greyhounds              | 3,64 |
| 1982–1983 | Dan Burrows                              | Belleville Bulls                         | 4,13 |
| 1981–1982 | Shawn Kilroy                             | Peterborough Petes                       | 2,97 |
| 1980–1981 | John Vanbiesbrouck                       | Sault Ste. Marie Greyhounds              | 4,14 |
| 1979–1980 | Mike Vezina                              | Ottawa 67's                              | 3,93 |
| 1978–1979 | Nick Ricci                               | Niagara Falls Flyers                     | 3,46 |
| 1977–1978 | Ken Ellacott                             | Peterborough Petes                       | 3,56 |
| 1976–1977 | Barry Heard                              | London Knights                           | 3,28 |
| 1975–1976 | Mark Locken                              | Hamilton Fincups                         | 3,14 |